# Lengshuixi (sockenhuvudort i Kina, Guizhou Sheng, lat 28,14, long 108,87)
Lengshuixi (kinesiska: 冷水溪, 冷水溪乡) är en sockenhuvudort i Kina. Den ligger i provinsen Guizhou, i den sydvästra delen av landet, omkring 280 kilometer nordost om provinshuvudstaden Guiyang. Antalet invånare är 16 181. Befolkningen består av 7 746 kvinnor och 8 435 män. Barn under 15 år utgör 28,0 %, vuxna 15-64 år 59 %, och äldre över 65 år 11,0 %.